# Elzange
Cet article possède des paronymes, voir Elvange et Erzange.
Elzange est une commune française située dans le département de la Moselle en région Grand Est.
Ses habitants, appelés les Elzangeois en français et les Eelsénger en platt, sont au nombre de 672 en 2022.

## Géographie
Elzange est une petite commune rurale située dans le Nord-Ouest de la Moselle, dans le pays thionvillois, à une dizaine de kilomètres à l'Est de Thionville.

### Voies de communication et transports
Le village d'Elzange est desservi par la ligne de bus TIM 107 qui va de Thionville à Waldweistroff, avec 3 allers-retours journaliers.

### Communes limitrophes
Les communes limitrophes sont  Distroff, Inglange, Kœnigsmacker, Oudrenne et Valmestroff.

### Hydrographie
La commune est située dans le bassin versant du Rhin au sein du bassin Rhin-Meuse, sur la rive droite de la Moselle ; Elzange est drainée par le ruisseau le Canner et se trouve dans la vallée éponyme.
Le Canner, d'une longueur totale de 29,4 km, prend sa source dans la commune de Vry et se jette dans la Moselle à Kœnigsmacker, après avoir traversé onze communes dont Elzange.

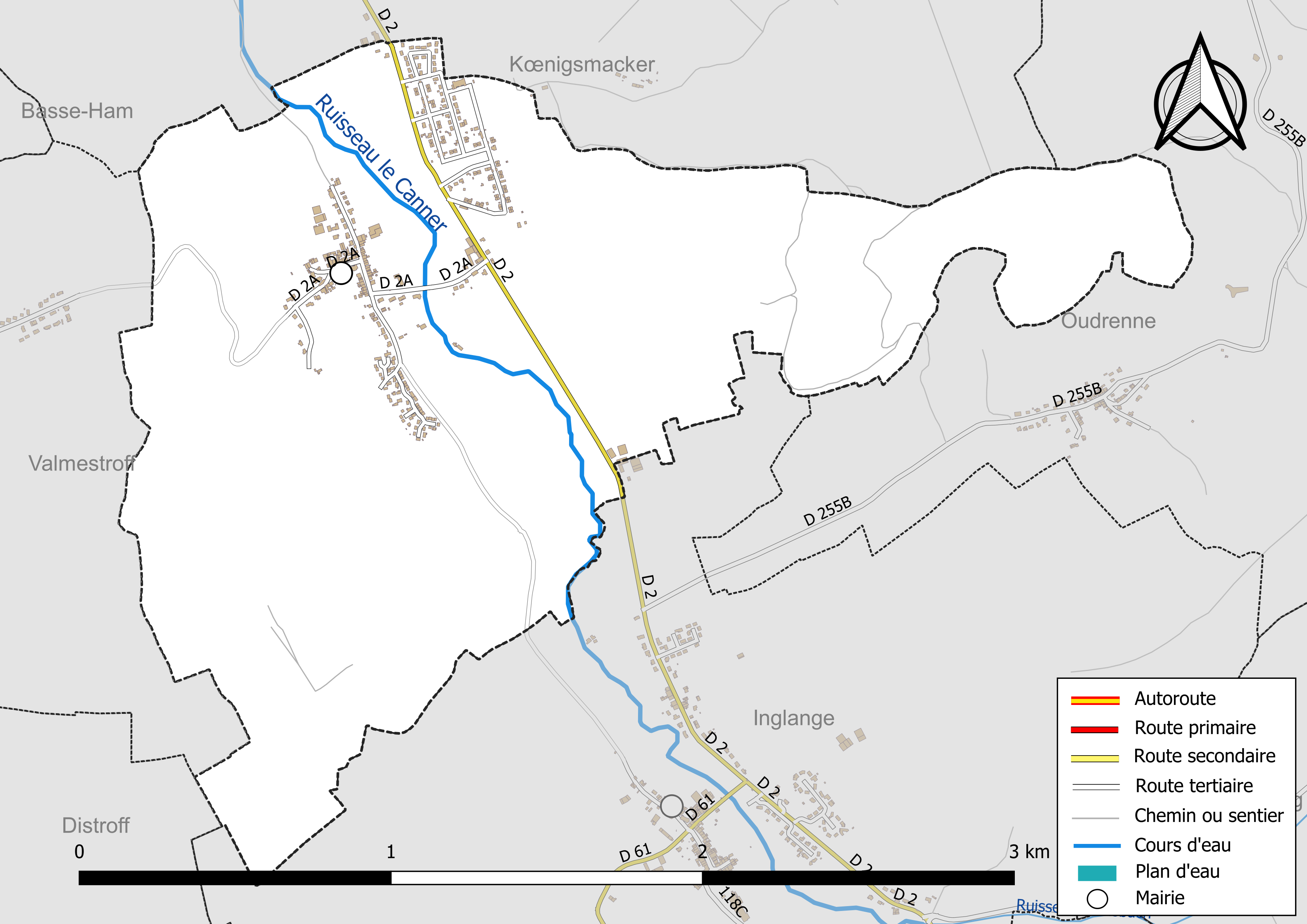
Réseaux hydrographique et routier d'Elzange.

La qualité du ruisseau le Canner peut être consultée sur un site spécial géré par les agences de l’eau et l’Agence française pour la biodiversité.

### Climat
Pour des articles plus généraux, voir Climat du Grand Est et Climat de la Moselle.
En 2010, le climat de la commune est de type climat des marges montargnardes, selon une étude du Centre national de la recherche scientifique s'appuyant sur une série de données couvrant la période 1971-2000. En 2020, Météo-France publie une typologie des climats de la France métropolitaine dans laquelle la commune est exposée à un climat semi-continental et est dans la région climatique Lorraine, plateau de Langres, Morvan, caractérisée par un hiver rude (1,5 °C), des vents modérés et des brouillards fréquents en automne et hiver.
Pour la période 1971-2000, la température annuelle moyenne est de 9,6 °C, avec une amplitude thermique annuelle de 16,7 °C. Le cumul annuel moyen de précipitations est de 770 mm, avec 12 jours de précipitations en janvier et 9,4 jours en juillet. Pour la période 1991-2020, la température moyenne annuelle observée sur la station météorologique de Météo-France la plus proche, « Malancourt », sur la commune d'Amnéville à 15 km à vol d'oiseau, est de 10,2 °C et le cumul annuel moyen de précipitations est de 884,1 mm. 
La température maximale relevée sur cette station est de 39,3 °C, atteinte le 25 juillet 2019 ; la température minimale est de −17,9 °C, atteinte le 5 janvier 1985,,.
Les paramètres climatiques de la commune ont été estimés pour le milieu du siècle (2041-2070) selon différents scénarios d'émission de gaz à effet de serre à partir des nouvelles projections climatiques de référence DRIAS-2020. Ils sont consultables sur un site spécial publié par Météo-France en novembre 2022.

## Urbanisme

### Typologie
Au 1er janvier 2024, Elzange est catégorisée bourg rural, selon la nouvelle grille communale de densité à sept niveaux définie par l'Insee en 2022.
Elle est située hors unité urbaine. Par ailleurs la commune fait partie de l'aire d'attraction de Luxembourg (partie française), dont elle est une commune de la couronne,. Cette aire, qui regroupe 115 communes, est catégorisée dans les aires de 700 000 habitants ou plus (hors Paris),.

### Occupation des sols
L'occupation des sols de la commune, telle qu'elle ressort de la base de données européenne d’occupation biophysique des sols Corine Land Cover (CLC), est marquée par l'importance des territoires agricoles (50,4 % en 2018), en augmentation par rapport à 1990 (47,4 %). La répartition détaillée en 2018 est la suivante : 
forêts (40,1 %), prairies (25,8 %), terres arables (24,6 %), zones urbanisées (9,5 %). L'évolution de l’occupation des sols de la commune et de ses infrastructures peut être observée sur les différentes représentations cartographiques du territoire : la carte de Cassini (XVIIIe siècle), la carte d'état-major (1820-1866) et les cartes ou photos aériennes de l'IGN pour la période actuelle (1950 à aujourd'hui).

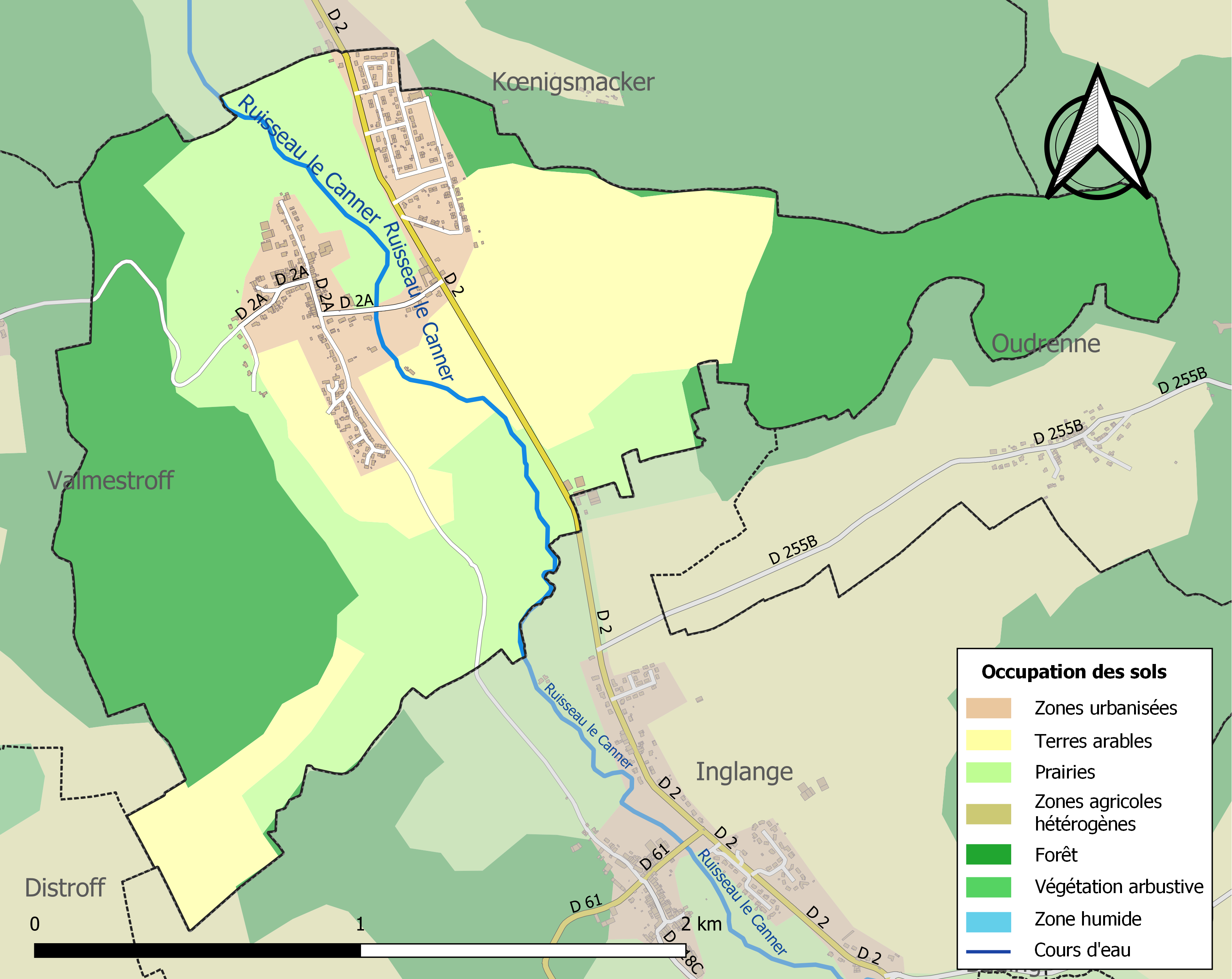
Carte des infrastructures et de l'occupation des sols de la commune en 2018 (CLC).

### Habitat et logement
En 1817, il y a 26 maisons à Elzange, un chiffre qui passe à 53 en 1844.
Par la suite, le nombre total de logements dans la commune elzangeoise est de 272 en 2008, 275 en 2013 et 285 en 2018.
En 2018, parmi ces logements, 96,5 % étaient des résidences principales, 0 % des résidences secondaires et 3,5 % des logements vacants. Ces logements étaient pour 96,4 % d'entre eux des maisons individuelles et pour 3,3 % des appartements.
Le tableau ci-dessous présente la typologie des logements à Elzange en 2018 en comparaison avec celle de la Moselle et de la France entière. Une caractéristique marquante du parc de logements est ainsi l'absence de résidences secondaires et logements occasionnels à comparer au taux du département (2,1 %) et de celui de la France entière (9,7 %). Concernant le statut d'occupation de ces logements, 87,7 % des habitants de la commune sont propriétaires de leur logement (87,5 % en 2013), contre 59,8 % pour la Moselle et 57,5 % pour la France entière.
| Typologie                                               | Elzange | Moselle | France entière |
| ------------------------------------------------------- | ------- | ------- | -------------- |
| Résidences principales (en %)                           | 96,5    | 88,7    | 82,1           |
| Résidences secondaires et logements occasionnels (en %) | 0       | 2,1     | 9,7            |
| Logements vacants (en %)                                | 3,5     | 9,2     | 8,2            |

## Toponymie
En allemand : Elsingen,. En francique lorrain : Eelséngen,.

### Mentions anciennes
Théodore de La Fontaine pense que la mention Aliasingas de l'an 888 concerne Elzange, mais l'Académie impériale de Metz pense que cette mention concerne le hameau d'Elzing qui est situé à quelques kilomètres au Sud-Est d'Elzange. Il n'est donc pas possible de dire quelle localité est réellement concernée par ladite mention.
Ce village est mentionné sous les noms de : Alizanges (1279), Elcanges (1341), Elzinguen (1361), Elssingen (1495 et 1528), Elsinga (vers 1540), Elsinga et Helzinga (1544), Elzin (XVIIe siècle), Elsingen (1636), Elzingen (1693), Elsange (1722 et 1801), Elzange (1793), Elsingen ou Elsange (1863).
En outre, à l'époque de la Lorraine annexée (1871-1918), cette localité porte le nom de Elsingen.

### Étymologie
Le toponyme Elzange se compose de l'anthroponyme germanique Alis ou Elso, suivi du suffixe -inga francisé en -ange.

## Histoire
Elzange était régi par la coutume de Thionville et était une possession des abbayes Saint-Matthias de Trèves, Villers-Bettnach et Rettel[réf. nécessaire].
Sur le plan spirituel, ce village était le siège d’une cure de l’archiprêtré de Kédange, qui dépendait de l’abbaye de Rettel et qui avait pour annexes Valmestroff ainsi que la chapelle Saint-Nicolas. En 1817, l'église de ce village est une annexe de la paroisse d'Inglange.
Instituée par la Révolution française, la commune elzangeoise absorbe celle de Valmestroff le 30 mars 1812 par décret, ; cette dernière retrouve son autonomie en 1923.

## Politique et administration

### Rattachements administratifs et électoraux

#### Rattachements administratifs
À partir du Moyen Âge, Elzange dépend de la prévôté de Thionville du Luxembourg, dissoute en 1661 à la suite du traité des Pyrénées de 1659. Ce village fait ensuite partie du bailliage de Thionville des Trois-Évêchés, supprimé en 1790 par la France révolutionnaire.
Elzange intègre ensuite le district de Thionville (1790-1795), puis l'arrondissement de Thionville créé en 1800. À l'époque de l'Alsace-Lorraine, Elzange fait partie du Kreis Diedenhofen (1871-1901), puis du Kreis Diedenhofen-Ost (1901-1918). À la suite du traité de Versailles de 1919, ce dernier devient l'arrondissement de Thionville-Est puis est supprimé en 2015 ; après quoi Elzange se retrouve à nouveau dans l'arrondissement de Thionville.
La commune d'Elzange fait partie du canton d’Inglange de 1790 à 1802, puis du canton de Metzervisse,. Dans le cadre du redécoupage cantonal de 2014 en France, cette circonscription administrative territoriale a disparu et le canton n'est plus qu'une circonscription électorale.

#### Rattachements électoraux
Pour les élections départementales, la commune fait partie depuis 2014 d'un nouveau canton de Metzervisse.
Pour l'élection des députés, elle fait partie de la neuvième circonscription de la Moselle.

### Intercommunalité
Elzange est membre de la communauté de communes de l'Arc Mosellan, un établissement public de coopération intercommunale (EPCI) à fiscalité propre créé en 2004 et auquel la commune a transféré un certain nombre de ses compétences, dans les conditions déterminées par le code général des collectivités territoriales.

### Liste des maires
| Période                                  | Période      | Identité        | Étiquette | Qualité          |
| ---------------------------------------- | ------------ | --------------- | --------- | ---------------- |
| Les données manquantes sont à compléter. |              |                 |           |                  |
| 1965                                     | 1977         | Jean Jungling   |           |                  |
| 1977                                     | 1983         | Clément Kleiver |           |                  |
| mars 1983                                | 2001         | Jean Jungling   |           |                  |
| mars 2001                                | mai 2020     | Guy Soulet      |           | Instituteur      |
| mai 2020                                 | juillet 2022 | Gérard Leray    |           | Mort en fonction |

## Équipements et services publics

### Enseignement
Elzange fait partie de l'académie de Nancy-Metz, en zone B, il y a une école maternelle et une école élémentaire.
Son collège de rattachement est le « collège de la Canner », situé à Kédange-sur-Canner.

## Démographie
De 1812 à 1923, les chiffres de population comprennent ceux de Valmestroff, qui faisait alors partie d'Elzange.
L'évolution du nombre d'habitants est connue à travers les recensements de la population effectués dans la commune depuis 1793. Pour les communes de moins de 10 000 habitants, une enquête de recensement portant sur toute la population est réalisée tous les cinq ans, les populations de référence des années intermédiaires étant quant à elles estimées par interpolation ou extrapolation. Pour la commune, le premier recensement exhaustif entrant dans le cadre du nouveau dispositif a été réalisé en 2006.

En 2022, la commune comptait 672 habitants, en évolution de −8,07 % par rapport à 2016 (Moselle : +0,52 %, France hors Mayotte : +2,11 %).
| 1793 | 1800 | 1806 | 1821 | 1836 | 1841 | 1861 | 1866 | 1871 |
| ---- | ---- | ---- | ---- | ---- | ---- | ---- | ---- | ---- |
| 230  | 181  | 208  | 460  | 434  | 419  | 428  | 395  | 371  |

| 1875 | 1880 | 1885 | 1890 | 1895 | 1900 | 1905 | 1910 | 1921 |
| ---- | ---- | ---- | ---- | ---- | ---- | ---- | ---- | ---- |
| 332  | 300  | 289  | 305  | 311  | 359  | 305  | 318  | 272  |

| 1926 | 1931 | 1936 | 1946 | 1954 | 1962 | 1968 | 1975 | 1982 |
| ---- | ---- | ---- | ---- | ---- | ---- | ---- | ---- | ---- |
| 140  | 133  | 401  | 137  | 696  | 813  | 706  | 537  | 448  |

| 1990 | 1999 | 2006 | 2011 | 2016 | 2021 | 2022 | - | - |
| ---- | ---- | ---- | ---- | ---- | ---- | ---- | - | - |
| 656  | 701  | 779  | 782  | 731  | 683  | 672  | - | - |

## Économie
En 1817, ce village à un territoire productif de 458 hectares, dont 2 et demi en vignes et 131 en bois.
Au milieu du XIXe siècle, la commune d'Elzange possède une carrière de plâtre gris et blanc renommé, dont on exploite chaque année plus de 700 mètres cubes.
Au début du XXIe siècle, l'économie de ce village est essentiellement tournée vers l'agriculture.

## Culture locale et patrimoine

### Lieux et monuments
- Vestiges gallo-romains.
- Moulin d'Elzange.
- Ancien camp militaire (1939-1945), transformé en cité ouvrière.
- Église paroissiale Saint-Pierre construite en 1762, date portée sur la porte d'accès à la nef.

### Héraldique
| Blason de Elzange | Blason  | D'argent à la croix de gueules chargée d'une crosse d'or accostée de deux lettres onciales S du même sur les branches de la croix, cantonnée de quatre serres d'aigles de sable posées en barre et mouvant des angles. |
| Blason de Elzange | Détails | Le statut officiel du blason reste à déterminer. |

## Pour approfondir